# Jean Soulhié
Jean Soulhié est un homme politique français né le 9 décembre 1763 à Paulhac (Haute-Garonne) et décédé à une date inconnue.

## Biographie
Administrateur du district de Saint-Céré, il est élu député du Lot au Conseil des Cinq-Cents le 25 germinal an VI. Il est secrétaire du conseil en 1799. D'abord hostile au coup d'État du 18 Brumaire, il se rallie au régime et devient sous-inspecteur des revues.

## Sources
- Ressource relative à la vie publique :   - Base Sycomore
- « Jean Soulhié », dans Adolphe Robert et Gaston Cougny, Dictionnaire des parlementaires français, Edgar Bourloton, 1889-1891 [détail de l’édition]